# Kompania graniczna KOP „Postołówka”
Kompania graniczna KOP „Postołówka” – pododdział graniczny Korpusu Ochrony Pogranicza.
W 1939 3 kompania graniczna KOP „Postołówka” podlegała dowódcy batalionu KOP „Kopyczyńce”.

## Działania kompanii w 1939
17 września 1939 batalion KOP „Kopyczyńce” kpt. Kąkolewskiego został zaatakowany przez pododdziały 4 Korpusu Kawalerii komdiwa Dmitrija Riabyszewa i 26 BPanc płk. Siemieczenki oraz pododdziały 23 Oddziału Wojsk Pogranicznych NKWD. Atak rozpoczął się o godzinie 3:00 17 września czasu moskiewskiego.
Strażnice 3 kompanii granicznej „Postołówka” zaatakowane zostały przez spieszone pododdziały 34 Dywizji Kawalerii kombriga Cejtlina. Strażnica „Trybuchowce” stawiła krótkotrwały opór. Po jej opanowaniu napastnicy zamordowali dowódcę i innego podoficera w stopniu kaprala. O losach pozostałych strażnic kompanii brak wiadomości.
Na rozkaz ppłk. Kotarby pozostałości batalionu wycofały się w kierunku na Czortków-Buczacz-Niżniów. W rejon Niżniowa dotarły w godzinach wieczornych 17 września. Otoczone przez sowietów, poddały się.
Kompanie sąsiednie:
- 2 kompania graniczna KOP „Osowik” ⇔ 2 kompania graniczna KOP „Husiatyń” – 1938[4]

## Struktura organizacyjna
Strażnice kompanii w 1938
- strażnica KOP „Kręciłów”
- strażnica KOP „Postołówka”
- strażnica KOP „Trybuchowce”

Struktura organizacyjna kompanii 17 września 1938
- dowództwo kompanii
- pluton odwodowy
- 1 strażnica KOP „Kręciłów”[b]
- 2 strażnica KOP „Postołówka”[c]
- 3 strażnica KOP „Trybuchowce”[d]

## Dowódcy kompanii
- kpt. Emst Heyer[e] (- 1939)